# Der Vetter aus Dingsda (operetta)
Der Vetter aus Dingsda (Il cugino da Chissadove ) è un'operetta in tre atti composta da Eduard Künneke con libretto di Herman Haller e Fritz Oliven, basata su una commedia di Max Kempner-Hochstädt. Fu eseguita la prima volta il 15 aprile 1921 a Berlino.